# Heinrich Wilhelm Braumüller
Heinrich Wilhelm Braumüller (* 3. Februar 1844 in Berlin; † 29. April 1913 in Wiesbaden) war ein preußischer Generalleutnant.

## Leben

### Herkunft
Er war der Sohn des Kaufmanns Gottfried Wilhelm Braumüller (1815–1867) und dessen Ehefrau Ottilie, geborene Koblank (1822–1888). Sein jüngerer Bruder war der spätere preußische Generalleutnant Maximilian von Braumüller (1845–1925).

### Militärkarriere
Braumüller absolvierte das Friedrich-Wilhelm-Gymnasium und besuchte anschließend die Kadettenanstalt in seiner Heimatstadt. Am 2. Mai 1863 wurde er als Sekondeleutnant der Garde-Artillerie-Brigade der Preußischen Armee überwiesen. Zur weiteren Ausbildung absolvierte er von Oktober 1864 bis Ende März 1866 die Vereinigte Artillerie- und Ingenieurschule. Im gleichen Jahr nahm Braumüller während des Krieges gegen Österreich an den Gefechten bei Soor und Königinhof sowie der Schlacht bei Königgrätz teil. Nach dem Prager Frieden wurde er am 1. Oktober als Adjutant der I. Abteilung zum Garde-Festungs-Artillerieregiment versetzt und nachträglich am 18. Januar 1867 für sein tapferes Verhalten bei Königgrätz belobigt. Es folgte Anfang September 1867 seine Versetzung in das Garde-Feldartillerie-Regiment und am 11. Dezember 1869 die Beförderung zum Premierleutnant. Als solcher nahm Braumüller bei der Garde-Artillerie-Brigade am Krieg gegen Frankreich teil. Er kam bei Gravelotte, Beaumont, Sedan sowie Le Bourget zum Einsatz. Für seine Leistungen bei Sedan war er am 18. September 1870 mit dem Eisernen Kreuz II. Klasse ausgezeichnet worden. Braumüller nahm auch an der Belagerung von Paris teil und wurde am 24. Dezember 1870 zum Stab des Artillerieangriffs auf die französische Hauptstadt kommandiert. Ende Februar 1871 kehrte er als Adjutant zur Garde-Artillerie-Brigade zurück.
Unter Versetzung in das Garde-Feldartillerie-Regiment am 26. Oktober 1872 verblieb er weiterhin in dieser Stellung, wurde am 9. Juni 1874 zum Hauptmann befördert und gleichzeitig zum Batteriechef im 1. Garde-Feldartillerie-Regiment ernannt. Vom 13. April 1876 bis 8. Juli 1877 fungierte Braumüller als Adjutant der 2. Feldartillerie-Inspektion und kehrte anschließend als Batteriechef im 1. Hannoverschen Feldartillerie-Regiment Nr. 10 wieder in den Truppendienst zurück. Mit seiner Beförderung zum Major am 13. März 1884 wurde er etatmäßiger Stabsoffizier im Magdeburgischen Feldartillerie-Regiment Nr. 4. Am 13. Mai 1886 folgte seine Versetzung nach Breslau in das Schlesische Feldartillerie-Regiment Nr. 6. Hier war Braumüller zunächst Kommandeur der I. Abteilung und stieg mit seiner Beförderung zum Oberstleutnant am 24. März 1890 in den Regimentsstab auf. Am 14. Februar 1891 wurde er zum Kommandeur des in Kassel stationierten Hessischen Feldartillerie-Regiments Nr. 11 ernannt und in dieser Stellung am 27. Januar 1893 zum Oberst befördert. Unter Stellung à la suite dieses Regiments wurde Braumüller am 20. Mai 1896 zum Kommandeur der 8. Feldartillerie-Brigade ernannt. Kurz darauf am 16. Juni 1896 zum Generalmajor befördert, erhielt er am 10. September 1897 den Roten Adlerorden II. Klasse mit Eichenlaub. Unter Verleihung des Sterns zum Kronenorden II. Klasse wurde Braumüller am 18. August 1898 mit Pension zur Disposition gestellt.
Am 15. September 1905 wurde ihm noch der Charakter als Generalleutnant verliehen.

### Familie
Braumüller hatte sich am 19. September 1868 in Berlin mit Anna Karoline Willkamm (* 1848) verheiratet. Aus der Ehe gingen folgende Kinder hervor:
- Georg (1870–1927), Kunstmaler
- Margarete (* 1874) ⚭ Walter Funke († 1940), deutscher Oberst
- Hildegard (* 1876)
- Hans (1883–1956), deutscher Generalmajor[1]